# Symphodus doderleini
Symphodus doderleini, tên thông thường trong tiếng Pháp là Rouquié, là một loài cá biển thuộc chi Symphodus trong họ Cá bàng chài. Loài này được mô tả lần đầu tiên vào năm 1890.

## Từ nguyên
Từ định danh doderleini được đặt theo tên của Pietro Doderlein, giáo sư động vật học đến từ Đại học Palermo, bạn thân của tác giả Jordan.

## Phạm vi phân bố và môi trường sống
S. doderleini được xem là một loài đặc hữu của Địa Trung Hải do loài này được ghi nhận tại hầu hết vùng bờ biển của Địa Trung Hải, ngoại trừ vịnh Sư Tử ở lưu vực tây bắc, bờ đông của biển Levant, bờ tây và bờ bắc của biển Aegea. Loài này cũng được tìm thấy ở biển Marmara, nhưng không được ghi nhận ở Biển Đen.
S. doderleini sống gần các rạn san hô, mỏm đá, và cũng trong các thảm cỏ biển Posidonia ở độ sâu đến 50 m.

## Mô tả
Chiều dài cơ thể tối đa được ghi nhận ở S. doderleini là 10 cm. Cá đực thời kỳ sinh sản có màu sắc sáng hơn với một đốm đen trên cuống đuôi, ngay trên đường bên.
Số gai ở vây lưng: 13–16; Số tia vây ở vây lưng: 9–11; Số gai ở vây hậu môn: 3; Số tia vây ở vây hậu môn: 8–10; Số gai ở vây bụng: 1; Số tia vây ở vây bụng: 5.

## Sinh thái và hành vi
Thức ăn của S. doderleini là các loài thủy sinh không xương sống, chủ yếu là những loài động vật giáp xác và động vật thân mềm. Mùa sinh sản của chúng diễn ra từ tháng 5 đến tháng 7 ở phía tây Địa Trung Hải. S. doderleini không phải là loài di cư.
Cá cái đẻ trứng trong tổ được kết từ rong tảo dựng bởi những con cá đực. Cá đực sau đó có nhiệm vụ chăm sóc và bảo vệ những quả trứng.